# Livet på Dramaten
Livet på Dramaten är en svensk dokumentär TV-serie i sex avsnitt från 2018. Serien producerades för Sveriges Television där den också först visades med start 14 november 2018.

## Handling
Handlingen återger dokumentärseriens namn, det vill säga vardagen för Dramatens skådespelare och övrig personal samt byggnaden bakom kulisserna vid repetitioner och föreställningar.

## Förväxlingsrisk
Dåvarande dramatenchefen Marie-Louise Ekman skrev manus och filmade själv år 2013 en arbetsplatsskildring i 50 delar som webbserie med samma arbetsnamn. Den spelades in med enbart mobilkamera och lades ut på dramatenplay.se.